# Arthur Wehner
Arthur Wehner (* 25. Mai 2005) ist ein deutscher Volleyball- und Beachvolleyballspieler.

## Karriere

### Halle
Wehner begann seine Karriere beim VC Dresden, wo er in Jugendmannschaften ausgebildet wurde. Bis 2024 spielte er mit Doppelspielrecht beim VC Dresden in der 3. Liga Ost und mit dem VCO Berlin in der 2. Bundesliga Nord. Mit dem Sprung des VCO in die 1. Bundesliga in der Saison 2024/25 spielte Wehner nur noch bei der Berliner Nachwuchsmannschaft. Beim Achtelfinal-Hinspiel der Playoffs am 23. März 2025 zwischen den Berlin Recycling Volleys und den Netzhoppers Königs Wusterhausen stand Wehner erstmalig als Zuspieler des deutschen Rekordmeisters auf dem Feld. Zur Saison 2025/26 wechselt er fest zum Hauptstadtclub, wo er einen Vertrag bis 2028 erhält.
Er ist Teil des Nachwuchskaders 1 der deutschen Nationalmannschaft.

### Beach
2023 gewann Wehner gemeinsam mit seinem Partner Jonas Müller die U19 Deutsche Meisterschaft im Beachvolleyball.